# Pholcus aba
Espèce
Pholcus aba est une espèce d'araignées aranéomorphes de la famille des Pholcidae.

## Distribution
Cette espèce est endémique du Sichuan en Chine,. Elle se rencontre dans le xian de Li.

## Description
Le mâle holotype mesure 3,90 mm et la femelle paratype 4,05 mm.

## Systématique et taxinomie
Cette espèce a été décrite par Li, Li et Yao en 2025.

## Étymologie
Son nom d'espèce lui a été donné en référence au lieu de sa découverte, la préfecture d'Aba.

## Publication originale
- Li, Li, Zhang & Yao, 2025 : « Diversity survey of Pholcus spiders (Araneae, Pholcidae) from eastern Sichuan and neighboring areas, with descriptions of six new species. » ZooKeys, vol. 1240, p. 39-64 (texte intégral).